# Amtsgericht Saybusch
Das Amtsgericht Saybusch war während der Deutschen Besetzung Polens 1939–1945 ein deutsches Amtsgericht mit Sitz in Saybusch.

## Geschichte
In der Zweiten Polnische Republik bestand in Żywiec das Sąd Rejonowy w Żywcu (KreisgerichtSaybusch) als Eingangsgericht. Dieses war dem Sąd Okręgowy w Tarnowie (Bezirksgericht Tarnów) und dieses wiederum dem Sąd Apelacyjny w Wadowicach (Appellationsgericht Wadowice) nachgeordnet.
Nach der deutschen Besetzung wurden diese Gerichte Anfang September 1939 aufgehoben und an deren Stelle deutsche Gerichte gebildet. In Saybusch entstand so das Amtsgericht Saybusch, welches dem Landgericht Bielitz zugeordnet war, da Wadowice dem Generalgouvernement zugeordnet war.
Am 9. Juni 1943 ordnete der Präsident des Oberlandesgerichtes Kattowitz an, das Amtsgericht Milowka zu schließen und stattdessen jeden Donnerstag Gerichtstage des Amtsgerichtes Saybusch dort zu halten. Im Frühjahr 1945 wurde das Gerichtsgebiet durch die Rote Armee besetzt und wurde danach wieder ein Teil Polens. Unter polnischer Verwaltung wurden die deutschen Gerichte, darunter das Amtsgericht Saybusch aufgehoben und erneut polnische Gerichte eingerichtet. Heute besteht das Sąd Rejonowy w Żywcu.

## Rechtsprechung
Die Rechtsprechung des Amtsgerichtes folgte der Rechtsstaatsverständnis im Nationalsozialismus und verletzte damit systematisch rechtsstaatliche Grundlagen. Verschärft wurde die Rechtsprechung gegenüber Polen und Juden durch die Polenstrafrechtsverordnung 1941. Das Amtsgericht Saybusch war verantwortlich für die Verurteilung von Polen, die im Rahmen der Aktion Saybusch in das Generalgouvernement abgeschoben worden waren und danach illegal in die Heimat zurückkehrten.